# Мултиинструменталист
Мултиинструменталист е нов термин за музикант, който е овладял няколко инструмента.
В MGG (един от най-обширните музикални речници в света) в първото си издание и Риман Musiklexikon не използват този термин. През 1977 г. терминът се появява в Atlas zur Musik и през 1982 г. в Brockhaus Musik. В САЩ терминът вече може да бъде идентифициран през 30-те години на XX век.

## XVI – XVIII век
Европейските градски музиканти изучават различни инструменти по време на обучението си, включително тръба, тромбон, корнет, зурна, обой, фагот, рекордер и обикновените струнни инструменти. Музиканти, обучени като по този начин са Готфрид Райх, Йохан Йоахим Кван, Йохан Кристоф Пезел и Зигмунд Теофил Стаден. Също така е обичайно капел майсторите на оркестрите и композиторите да владеят няколко инструмента. Георг Филип Телеман свири на цигулка, виола да гамба, рекордер, напречна флейта, обой, зурня, тромбон, контрабас и използваните по онова време клавишни инструменти. Едновременното изпълнение на полифонична творба от едно лице е доста често срещано през епохата на Възраждането и барока. Балдасаре Кастильоне описва свиренето на музикалните строфи в Libro del Cortegiano през 1528 г. През 1543 г. Силвестро Ганаси дава информация за практиката на интаволюция и създаване на музиката в мадригалите. Йохан Матехсон съобщава за Николаус Брунс, че е свирил на орган и цигулка едновременно:
| „                                                            | Тъй като той е много силен на цигулката и знае как да свири на онези с двойни пръсти, сякаш са трети или четвърти, той има навика да прави смяната от време на време на органа, с цигулка която имаше до него постоянно, с добре пригодени от него педални настройки (на органа) и можеше да се слуша по най-приятния начин. | “ |
| Йохан Матехсон: Grundlage einer Ehrenpforte. Хамбург 1740 г. | |   |

## XIX век
С идването на края на гилдиите на градските музиканти и преориентацията на латинските училища, музикалното обучение се измества след 1800 г. в многобройните новосъздадени консерватории. За да посрещнат нарасналите изисквания на оркестровата музика, музикантите се специализират по-често в един основен инструмент.

## XX век и днес

### Класическа музика
Тенденцията към специализация в музикалното образование през XIX век продължава. Предаването на основни познания по клавиатурни инструменти, както и пеенето (в университетски хор) ще стават стандарт в немското музикално образование. Обучението на цигуларите е да имат като вторичен инструментите виола, обой понякога обой д'амор или английски рог. В съответствие с нуждите на по-малките театри, контрабасистите понякога изучават тубата като предмет. Изучаването на църковна музика включва орган, пиано и пеене като задължителни предмети. Често медните инструменти се използват като вторичен инструмент. Изявени мултиинструменталисти са диригентите Ференц Фриксай и Пол Хиндемит, композиторът Лили Буланже а в областта на историческата изпълнителска практика Арнолд Долмеч, Питър Харлан и Дейвид Мънроу, както и църковните музиканти Гюнтер Мартин Гьотче и Хелмут Киктън.

### В популярната музика
За разлика от класическата музика, в която певец обикновено е придружаван от отделен музикант или инструментален ансамбъл, в популярната музика е много често е той да се използва струнен инструмент като китара или пиано, за да придружава собственото си пеене. В някои музикални групи има едновременно изпълнение на вокали и инструменти от всички членове на групата (Бийтълс, Дие Арзте). Благодарение на съвременните студийни технологии, един музикант, който владее широка гама от инструменти, може сам да създаде звукозаписна продукция. Свиренето на няколко инструмента едновременно е известно също като група от един човек или оркестър от един човек.

### Музикална и джаз музика
Музикалните ансамбли и големите групи също често изискват мултиинструменталисти. В мюзикъла West Side Story на Ленард Бърнстейн например първият изпълнител на дървени духови инструменти е длъжен да превключва между пиколо и напречна флейта, алт саксофон или бас кларинет.
В големите групи не е необичайно саксофонистите да са задължени да преминат от основния си инструмент към флейта или кларинет. Басистът също често трябва да може да овладява еднакво контрабаса и електрическия бас.